# Vaccinul Pfizer-BioNTech
Vaccinul Pfizer-BioNTech (tozinameran; Comirnaty) este un vaccin anti-COVID-19 pe bază de ARN mesager dezvoltat de compania germană BioNTech în colaborare cu compania americană Pfizer care a sprijinit cu logistică și producție.
Se administrează intramuscular. Este un vaccin ARNm format dintr-o moleculă numită ARNm modificată nucleozidic care conține instrucțiuni pentru producerea proteinei de suprafață a virusului (proteina spike). Aceasta este o proteină de pe suprafața virusului SARS-CoV-2 de care acesta are nevoie pentru a pătrunde în celulele corpului. Pentru vaccinare, este necesar să se administreze două doze la intervale de trei săptămâni.
Un studiu cu 43.998 de participanți, sponsorizat de BioNTech SE, pentru a descrie siguranța, tolerabilitatea, imunogenitatea și eficacitatea candidaților la vaccinul ARN împotriva COVID-19 la persoane sănătoase  (în engleză Study to Describe the Safety, Tolerability, Immunogenicity, and Efficacy of RNA Vaccine Candidates Against COVID-19 in Healthy Individuals) a început la 29 aprilie 2020. Data estimată de finalizare a studiului este 2 mai 2023.
Vaccinul, încă în studiu, a primit autorizație de urgență pentru utilizare în SUA, Marea Britanie, Canada; apoi în Uniunea Europeană la 21 decembrie 2020, pe baza rezultatelor preliminare ale studiilor clinice.
Agenția americană a medicamentului (FDA) a acordat în septembrie 2021 autorizare completă pentru vaccinarea persoanelor de peste 16 ani.
BioNTech a estimat venituri de 17 miliarde de euro în 2021 din vânzarea vaccinului.
Vaccinul a fost testat pe mii de oameni în august și septembrie 2020, fără a fi raportate efecte secundare grave. În noiembrie 2020, o analiză intermediară a studiului a examinat participanții la studiu care au fost diagnosticați cu COVID-19 și care au primit un vaccin candidat, care a arătat o eficacitate potențială de peste 90% în prevenirea infecției în termen de șapte zile de la a doua doză. Eficacitatea vaccinului împotriva copiilor, femeilor însărcinate sau persoanelor imuno-compromise, precum și durata efectului imunitar sunt în prezent necunoscute.